# Hors de combat

Hors de combat (у преводу „ван строја“) је француски термин коришћен како у дипломатији тако и међународном праву, који се односи на она војна лица која су у немогућности да обављају своје војничке дужности.